# Buffalo
Buffalo (pronuncia inglese: /ˈbʌfəloʊ/) è una città degli Stati Uniti d'America, capoluogo della contea di Erie nello Stato di New York. Dopo New York è la città più popolosa dello Stato; l'area metropolitana di Buffalo-Niagara Falls comprende circa 1,2 milioni di abitanti.
La città di Buffalo, importante centro culturale, artistico e dotato di una sviluppata vita notturna, è il fulcro dell'agglomerato internazionale costituito, oltre che dalla stessa Buffalo, dalle città di Niagara Falls posta in territorio statunitense e Niagara Falls posta in territorio canadese.

## Geografia fisica
Buffalo si trova lungo la costa orientale del lago Erie, là dove ha inizio il fiume Niagara, che lo connette al lago Ontario.

## Storia
Euro-americani si trasferirono qui alla fine del XVIII secolo. Lo sviluppo fu lento fino a quando la città non divenne il terminale del Canale Erie circa 40 anni dopo. Allo scoccare del XIX secolo Buffalo era una delle più sviluppate città degli Stati Uniti, grazie al suo trafficatissimo porto fluviale. I grandi mulini per il grano e gli impianti industriali sviluppatisi con il traffico portuale prosperarono fino alla metà del XX secolo quando, a causa dell'apertura del canale del fiume San Lorenzo, il traffico navale passò fuori dalla città di Buffalo. Questo evento diede inizio al tramonto del benessere che per oltre 150 anni aveva fatto prosperare e crescere questo territorio.
Prendendo le distanze dal suo passato industriale, Buffalo si ridefinisce come città della cultura, degli studi e della medicina. Nel 2005 il Reader's Digest l'ha definita la terza città più pulita degli Stati Uniti. Nel 2001 il quotidiano USA Today ha assegnato alla città di Buffalo il premio Città con un cuore,proclamandola la città più amichevole di tutta la nazione.

## Monumenti e luoghi d'interesse
Si annoverano, fra gli altri, l'imponente Municipio di Buffalo, un massiccio grattacielo Art déco alto 115 metri e la Torre Seneca One, il grattacielo più alto della città.

### Le architetture di Frank Lloyd Wright
Elenco delle opere progettate da Frank Lloyd Wright a Buffalo.
- Darwin D. Martin house al 125 di Jewett Parkway.
- George Barton house al 118 di Summit Avenue, costruita per la sorella di Martin, Delta e suo marito.

## Clima
| Buffalo             | Mesi | Mesi | Mesi | Mesi | Mesi | Mesi | Mesi | Mesi | Mesi | Mesi | Mesi | Mesi | Stagioni | Stagioni | Stagioni | Stagioni | Anno |
| Buffalo             | Gen  | Feb  | Mar  | Apr  | Mag  | Giu  | Lug  | Ago  | Set  | Ott  | Nov  | Dic  | Inv      | Pri      | Est      | Aut      | Anno |
| ------------------- | ---- | ---- | ---- | ---- | ---- | ---- | ---- | ---- | ---- | ---- | ---- | ---- | -------- | -------- | -------- | -------- | ---- |
| T. max. media (°C)  | −0,6 | 0,2  | 5,2  | 12,4 | 18,5 | 23,9 | 26,5 | 25,7 | 21,7 | 15,6 | 8,6  | 2,0  | 0,5      | 12,0     | 25,4     | 15,3     | 13,3 |
| T. min. media (°C)  | −8,6 | −8,6 | −4,1 | 1,5  | 7,1  | 12,8 | 15,8 | 15,1 | 11,1 | 5,5  | 0,6  | −5,1 | −7,4     | 1,5      | 14,6     | 5,7      | 3,6  |
| Precipitazioni (mm) | 76   | 65   | 72   | 78   | 78   | 84   | 74   | 96   | 92   | 78   | 94   | 93   | 234      | 228      | 254      | 264      | 980  |

## Cultura

### Musei
- Albright-Knox Art Gallery

### Teatri

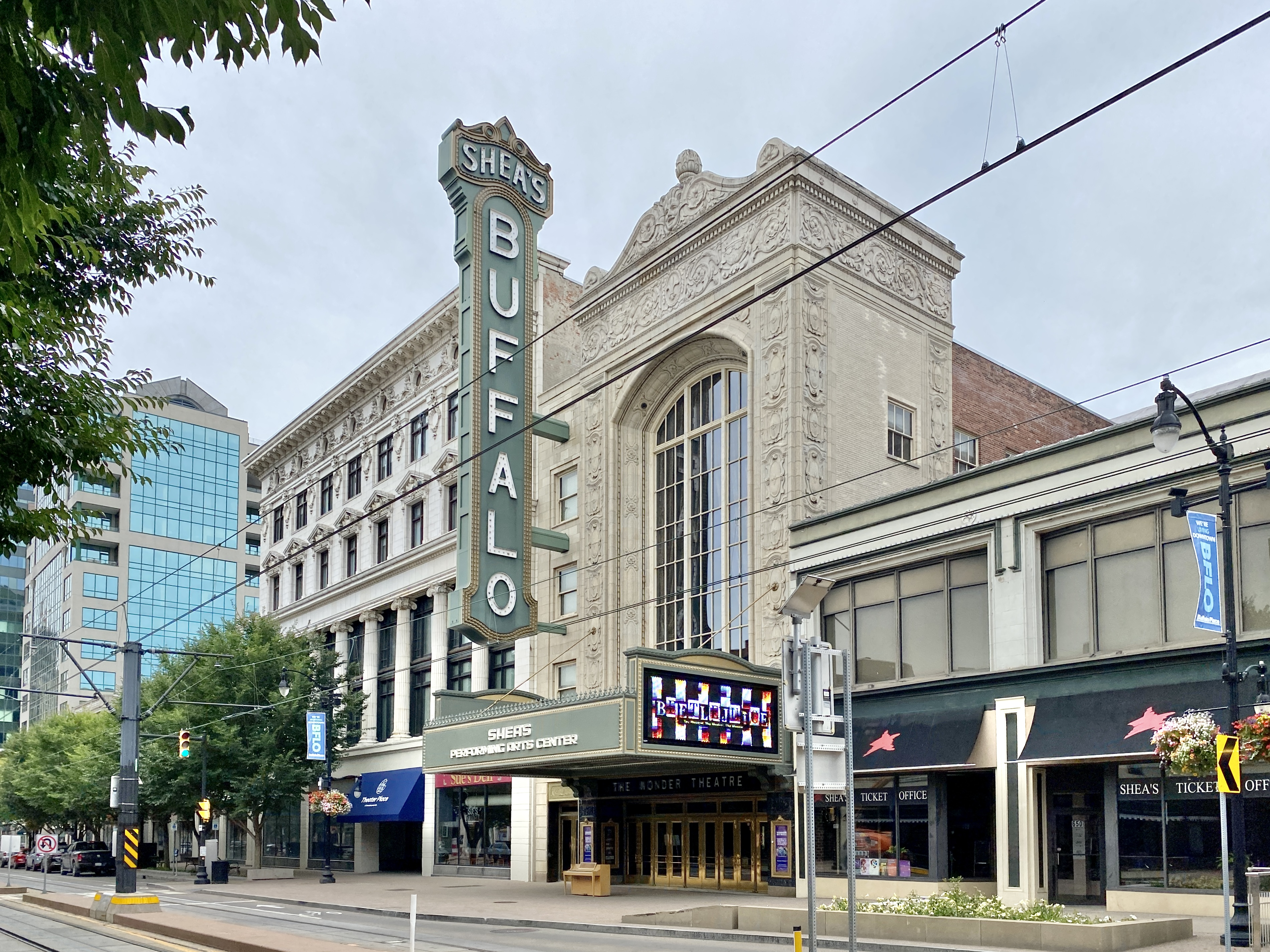
Shea's Performing Arts Center

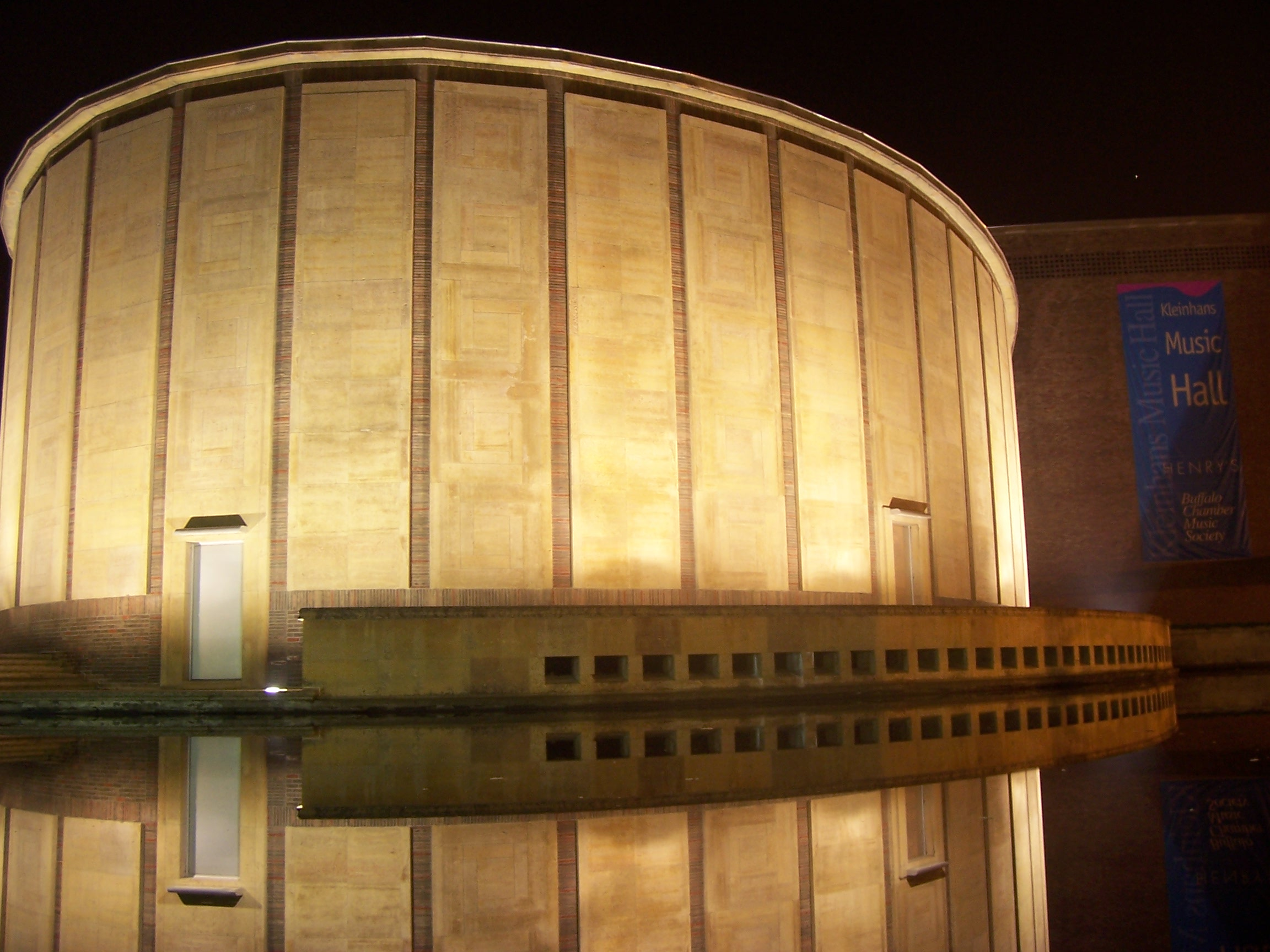
Kleinhans Music Hall

La Nickel City Opera (NCO) è un teatro d'opera che si trova a Buffalo. È anche conosciuta come "NC Opera Buffalo" e "NCO" ed è uno dei principali teatri d'opera degli Stati Uniti d'America e, con oltre 3.000 posti a sedere, uno dei teatri d'opera più grandi del mondo.
La sua sede di esecuzione principale è la Shea's Performing Arts Center nel Buffalo Theatre District del centro di Buffalo. Fondata nel 2004 da Valerian Ruminski, la NCO ha commissionato opere liriche e ha messo in scena prime mondiali di opere importanti. Matthias Manasi è stato direttore musicale e direttore principale della Nickel City Opera dal 2017 al 2021. Il suo predecessore Michael Ching è stato direttore musicale e direttore principale della NCO dal 2012 al 2017. La NCO collabora con l'Orchestra Filarmonica di Buffalo producendo un'ampia gamma di opere, dal Barocco del XVIII secolo e dal Bel canto del XIX secolo alla Musica minimalista del XX secolo e alle opere contemporanee del XX e XXI secolo. Queste opere sono presentate in allestimenti che variano in termini di stile, da quelli con elaborati decori tradizionali ad altri che presentano design concettuali moderni.
La NCO ha sede presso lo Shea's Performing Arts Center da 3019 posti, nel Buffalo Theatre District del centro di Buffalo. Lo Shea's Performing Arts Center è stato progettato dal noto studio di Chicago "Rapp and Rapp". Il numero originario di 4.000 posti fu ridotto agli attuali 3.019 posti negli anni '1930. Gli interni sono stati progettati dal designer/artista di fama mondiale Louis Comfort Tiffany utilizzando elementi che sono per lo più presenti ancora oggi. NCO si esibisce anche al Riviera Theatre di North Tonawanda, al Nichols Flickinger Performing Arts Center di Buffalo, all'Artpark Mainstage Theatre e all'Artpark Amphitheatre dell'Earl W. Brydges Artpark State Park, situato sulla gola delle cascate del Niagara a Lewiston.

### Orchestre
L'Orchestra Filarmonica di Buffalo è un'orchestra sinfonica che si trova a Buffalo. La sua sede di esecuzione principale è la Kleinhans Music Hall, che è National Historic Landmark. La sua stagione regolare di concerto presenta concerti di gala, programmazione di classici del repertorio standard, concerti pop, concerti educativi per la gioventù e concerti per le famiglie. Durante i mesi estivi, l'Orchestra si esibisce in molti parchi e luoghi all'aperto in tutta la Western New York, con offerte di Classici, musica popolare, opera e balletto all'Artpark sulla gola del Niagara a Lewiston, New York. I direttori musicali passati della Filarmonica sono stati William Steinberg, Josef Krips, Lukas Foss, Michael Tilson Thomas, Semyon Bychkov, e Maximiano Valdés. Durante il mandato di Foss, la BPO era considerata leader mondiale in termini di prestazioni di musica sinfonica del XX secolo. Il direttore musicale attuale è JoAnn Falletta.
Altri direttori celebri che hanno guidato l'orchestra sono Leonard Bernstein, Igor Stravinsky, Ralph Vaughan Williams, Sir Neville Marriner, ed Henry Mancini.

## Infrastrutture e trasporti
La città è servita dall'Aeroporto Internazionale di Buffalo-Niagara.

## La Chiesa cattolica di Buffalo e gli italiani
Precedentemente all'arrivo di molti italiani Buffalo era già, dal 1847, sede di una grande diocesi (circa metà della popolazione é cattolica), la prima parrocchia italiana a Buffalo, Sant'Antonio da Padova fu fondata nel 1891 dai Padri Scalabriniani. Questa parrocchia, ora nella cura del clero diocesano dal 2012, celebra ogni domenica la Santa Messa e gli altri sacramenti in lingua italiana, e mantiene altre devozioni tradizionali come il rosario recitato prima della messa festiva in lingua italiana; ci sono anche le processioni annuali in onore della Madonna a maggio e del patrono Sant'Antonio a giugno.
Diverse altre parrocchie italiane furono fondate agli inizi e nella prima metà del XX secolo, ma oggi queste sono chiuse, o non sono più chiese italiane.
Gli immigrati, provenienti maggiormente dalle regioni della Sicilia, Basilicata, Abruzzo e Calabria portarono con sé la loro devozione a vari santi patroni. Diverse feste vengono celebrate ancora: il più popolare è la Madonna dei Miracoli di Mussomeli (CL); anche le feste della Madonna di Pierno di San Fele (PZ) e la Madonna Incoronata di Pescasseroli (AQ), sono ben frequentate.
Buffalo ospita anche la Macedonia Baptist Church, più comunemente conosciuta come Michigan Street Baptist Church, una storica chiesa battista afroamericana, inserita nel Registro nazionale dei luoghi storici nel 1974 con codice 74001233.

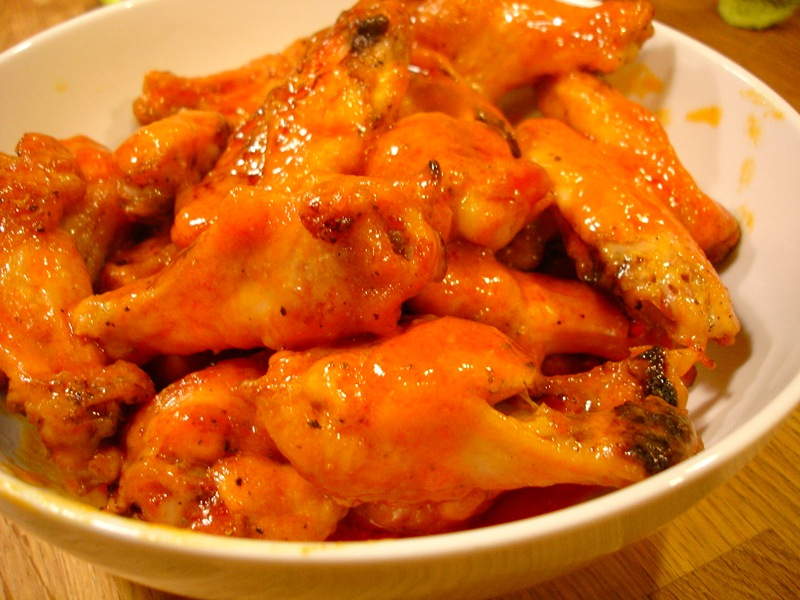
Un piatto di "Buffalo wings" fatte in casa

## Gastronomia
In tutto il nord degli USA e nella provincia dell'Ontario (Canada) è molto conosciuto ed apprezzato un piatto caratteristico di Buffalo consistente in ali di pollo fritte condite con salsa piccante (Buffalo wings, o Buffalo chicken wings).

## Amministrazione

### Gemellaggi

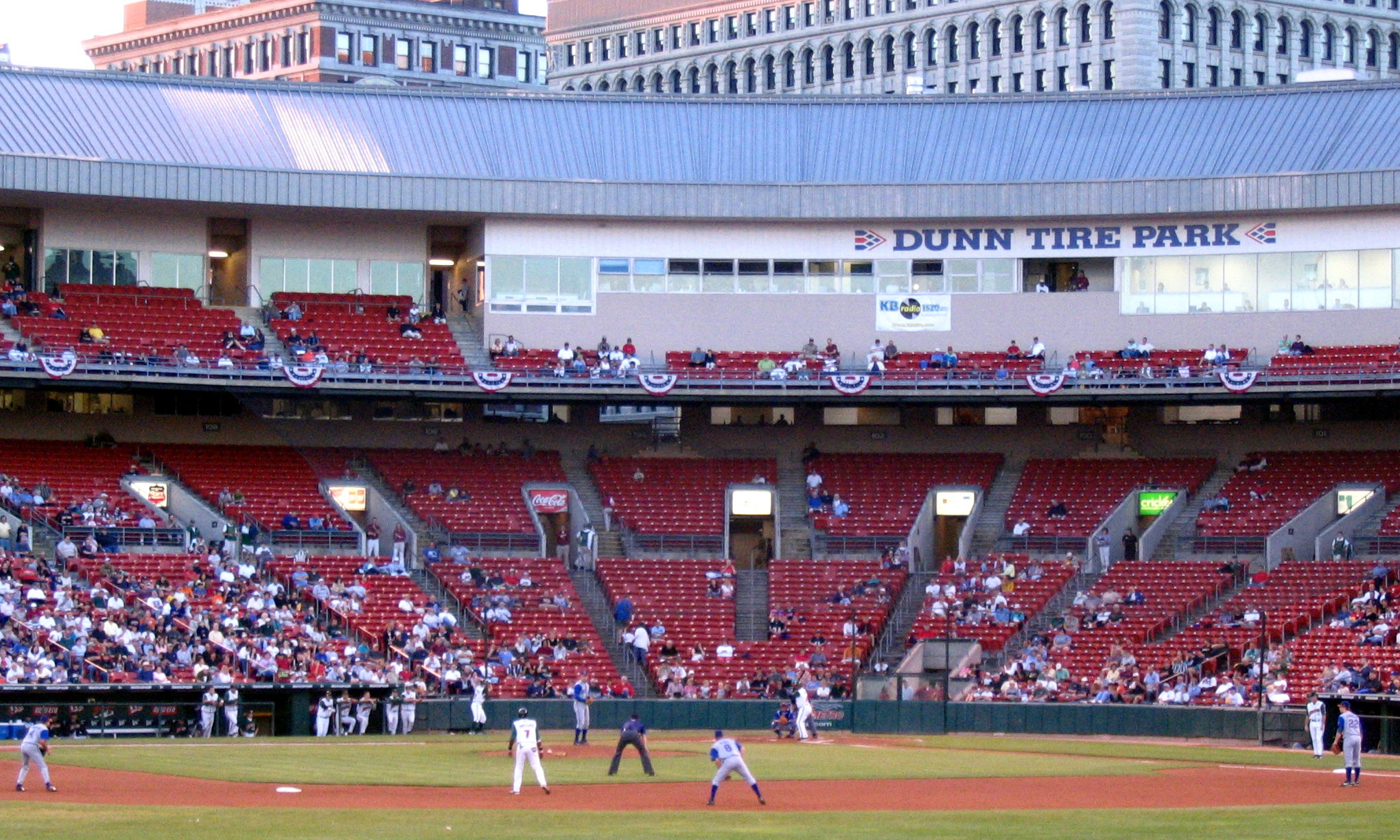
Il Coca-Cola Field, sede dei Buffalo Bisons

- Drohobyč
- Siena
- Torremaggiore, dal 2004

## Sport
Queste sono le principali squadre professionistiche con sede a Buffalo:
- Buffalo Bills (NFL, football americano)
- Buffalo Sabres (NHL, hockey su ghiaccio)
- Buffalo Bandits (NLL, Indoor lacrosse)
- Buffalo Bisons (IL, Baseball)

Negli anni settanta Buffalo è stata sede della squadra di pallacanestro NBA dei Buffalo Braves.